# Wezilo
Wezilo, auch Wezelin, († 1088) war von 1084 bis 1088 Erzbischof von Mainz.

## Leben
Wezilo war zunächst Priester in Halberstadt. Seinen Aufstieg zum Erzbischof von Mainz verdankte er König Heinrich IV., dessen Position er in der Folge beim Konflikt mit Papst Gregor VII. vertrat. Wezilo gehörte zu den wichtigsten Exponenten der kaiserlichen Seite, verhandelte für Heinrich mit dem päpstlichen Legaten Otto von Ostia (dem späteren Papst Urban II.) und vertrat die kaiserliche Position gegenüber den bischöflichen Anhängern des Papstes auf den Treffen von Gerstungen und Berka im Januar 1085. Entgegen der Position des Legaten, der meinte, man dürfe mit dem gebannten König keinen Umgang pflegen, argumentierte Wezilo, dass Heinrich sich nicht unter einem rechtmäßigen Bann befinde. Vor dem Hintergrund dieser grundsätzlichen Gegensätze war ein Kompromiss zwischen beiden Seiten nicht möglich.
Auf der Synode von Quedlinburg im April 1085 wurde Wezilo selbst gebannt. Daraufhin erklärte eine von Heinrich IV., Wezilo und Legaten des Gegenpapstes Clemens III. berufene Synode in Mainz den inzwischen aus Rom geflüchteten Gregor VII. für abgesetzt und sprach Clemens das Papstamt zu.
Auf der politischen Ebene war Wezilo auch als Vermittler zwischen Heinrich IV. und dem zum König erhobenen böhmischen Herzog Vratislav II. tätig. Am Ende seines Lebens soll er sich von Heinrich abgewandt haben. Er wurde im Mainzer Dom beigesetzt.